# Burley (Idaho)
Pour les articles homonymes, voir Burley.
La ville américaine de Burley est le siège du comté de Cassia, dans le sud de l'Idaho. La ville s'étend de part et d'autre de la rivière Snake, la majorité se trouve sur la rive sud dans le comté de Cassia et l'autre partie se trouve sur la rive nord, dans le comté de Minidoka. La population de la ville s'élevait à 10 345 habitants en 2010.

## Démographie
| 1920  | 1930  | 1940  | 1950  | 1960  | 1970  |
| ----- | ----- | ----- | ----- | ----- | ----- |
| 5 408 | 3 826 | 5 329 | 5 924 | 7 508 | 8 279 |

| 1980  | 1990  | 2000  | 2010   | - | - |
| ----- | ----- | ----- | ------ | - | - |
| 8 761 | 8 702 | 9 316 | 10 345 | - | - |

## Transports
Burley possède un aéroport (Burley Municipal Airport, code AITA : BYI).

## Personnalité liée à la ville
- Gary Peacock (1935-2020), contrebassiste de jazz, est né à Burley.

## Source
- (en) Cet article est partiellement ou en totalité issu de l’article de Wikipédia en anglais intitulé « Burley, Idaho » (voir la liste des auteurs).